# Глауко Ванц
Глауко Ванц (італ. Glauco Vanz, нар. 10 серпня 1920, Мантуя — пом. 28 вересня 1986, Болонья) — італійський футболіст, що грав на позиції воротаря.
Виступав, зокрема, за клуб «Болонья», з якою ставав чемпіоном Італії.

## Ігрова кар'єра
У дорослому футболі дебютував 1938 року виступами за команду «Мантова» з рідного міста, в якій провів один сезон.
Своєю грою за цю команду привернув увагу представників тренерського штабу клубу «Болонья», до складу якого приєднався 1939 року. Відіграв за болонської команду наступні тринадцять сезонів своєї ігрової кар'єри. За цей час виборов титул чемпіона Італії.
Протягом 1952—1953 років захищав кольори «Барі».
Завершив професійну ігрову кар'єру у «Джуліанові», за яку виступав протягом 1954—1955 років.

## Виступи за збірні
У складі збірної був учасником футбольного турніру на Олімпійських іграх 1948 року у Лондоні, але був лише дублером Джузеппе Казарі, тому на поле не виходив.
Помер 28 вересня 1986 року на 67-му році життя у місті Болонья.

## Титули і досягнення
- Чемпіон Італії (1):

«Болонья»: 1940/1941